# Galeotes
Els galeotes (en grec antic: γαλεῶται) eren una família (o potser una corporació sacerdotal) d'endevins que vivien a Hibla Menor, a Sicília.
Segons Santiago Montero, el nom podria derivar del grec γαλεώτης ('dragó' o 'llangardaix') animal que utilitzaven en les seves endevinacions. Diu també que els llangardaixos acostumen a estar-se al sol, astre vinculat al déu Apol·lo. Les primeres referències als galeotes es troben a la comèdia àtica, cap al 410 aC.
Filist diu, (en una cita de Pausànias) que els galeotes eren intèrprets dels fets miraculosos i dels somnis, i destacaven entre tots els pobles de Sicília pel seu fervor religiós. Abans de pujar al poder, el tirà de Siracusa Dionisi el Vell (405 aC-367 aC) va consultar als galeotes quan un eixam d'abelles es va posar a les seves mans. Li van fer saber que allò era un senyal de la monarquia. La mare de Dionisi també els havia consultat uns anys abans sobre un somni.
Climent d'Alexandria els inclou, juntament amb els telmessis, entre els  χρησμολόγοι (chresmologoi) interpretadors de somnis.